# Виндхья
Ви́ндхья (Биндхачал, санскр. विन्‍ध्य) — горный массив в центральной Индии, достигающий высоты 1100 м. Простирается на 1000 км с запада на восток, от восточной границы штата Гуджарат до юго-востока штата Уттар-Прадеш.
Основная часть гор Видхья расположена в штате Мадхья-Прадеш параллельно находящимся несколько южнее горам Сатпура. Вместе с рекой Нармада горы Виндхья образуют северную границу плоскогорья Декан. Южная сторона гор более крутая, в то время как северная более пологая и отчасти образует одноимённое плато Виндхья. На нём расположены два крупных города штата Мадхья-Прадеш: Индаур и Бхопал. Воды южной части Виндхья принадлежат к бассейну Нармады, а воды северной части стекают в Ганг.